# Henny Meijer
Henny Ingemar Meijer (* 17. Februar 1962 in Paramaribo, Suriname) ist ein surinamisch-niederländischer ehemaliger Fußballspieler, der in der Eredivisie unter anderem für Ajax Amsterdam und den FC Groningen spielte. 1987 kam er einmal in der niederländischen Nationalmannschaft zum Einsatz. Als Stürmer von Verdy Kawasaki war er 1993 der erste Torschütze in der neu gegründeten J. League. 

## Vereinskarriere
Meijer war, was den Fußball anging, ein Spätstarter; seine Familie hatte keinerlei Beziehung zum Sport und erst mit 14 begann er ernsthaft, Fußball zu spielen. Sein erster Verein war ZPC aus Amsterdam, danach wechselte er zum höherklassigen DJK – „die hatten die schöneren Klamotten und machten tolle Ausflüge,“ gab er später als Grund an. Als er bei den Amateuren in der vierten Klasse (siebte Liga) spielte, entdeckten ihn Scouts; Telstar, FC Amsterdam sowie die Ehrendivisionäre Ajax und AZ’67 zeigten Interesse. Letztlich schloss er einen Vertrag beim Zweitligisten Telstar ab. In der Eerste Divisie gab er bei den Velsenern 1983 sein Profidebüt. Der trotz seines kräftigen Körperbaus schnelle Stürmer machte in 32 Spielen 20 Tore, allein fünf davon beim 5:1-Sieg Telstars beim SC Heracles in Almelo. 
Zur Saison 1984/85 wechselte Meijer in die höhere Liga zum FC Volendam. Meijer selbst erwartete, in der zweiten Mannschaft zum Einsatz zu kommen; doch sein Trainer Leo Beenhakker sah in ihm einen für die Eredivisie reifen, „eifrigen und lernbegierigen“ Spieler, der sich bald in die Stammformation des Teams spielen sollte. Bei seinem ersten Einsatz in der höchsten Spielklasse – am 2. September 1984 wurde er beim 3:3 gegen den FC Utrecht kurz vor der Pause eingewechselt – erzielte er gleich einen Treffer. Beenhakkers System mit zwei Spitzen – neben Meijer waren dies entweder Marcel van Buuren oder Tonnie Blanker – kam seiner Spielweise entgegen. Doch nachdem Beenhakker im Februar 1985 zusätzlich das Amt als Bondscoach der Nationalmannschaft übernommen hatte, rutschte Volendam in der Tabelle immer tiefer; am Ende der Saison musste der Club absteigen. Meijer wechselte erneut den Verein, ging nach Kerkrade, wo er zwei Jahre für Roda JC spielte. Hier erwarb er sich seinen Spitznamen de Kont, „der Hintern“ – „Ich habe ein kräftiges Hinterteil, und davon wusste ich auch geschickt Gebrauch zu machen“, erklärte er später in einem Interview. Acht Tore erzielte de Kont in seiner ersten Saison, als er unter Trainer Frans Körver nur zweite Wahl war; erst in der zweiten Spielzeit unter Rob Baan schaffte er den Durchbruch, erzielte 19 Saisontore für die Limburger, die am Saisonende mit Rang vier die beste Platzierung in der Eredivisie bis zu diesem Zeitpunkt erreichten. Dadurch weckte er das Interesse von Ajax-Trainer Johan Cruijff, der ihn zurück in seine Heimatstadt holte. 
Die Ajacieden waren amtierender KNVB- und Europapokalsieger; Marco van Basten hatte den Club verlassen, dennoch waren die Erwartungen hoch, erneut mindestens einen Titel zu holen, möglicherweise der PSV nach zwei Jahren die Meisterschaft wieder streitig zu machen. Meijer fügte sich gut in die Mannschaft ein, erzielte bis Oktober acht Tore (allein drei beim 6:1 gegen den FC Twente), wurde in dieser Zeit Nationalspieler. Auch im Europapokal zeigte er sich von seiner besten Seite: gegen Dundalk FC erzielte er sein erstes internationales Tor, anschließend schaltete Ajax den Hamburger SV mit 1:0 und 2:0 aus, der Auswärtssieg und das zweite Tor zuhause gingen auf Meijers Konto. Doch es gab einen, der ihm in dieser Zeit den Rang ablief: John Bosman, der bereits in der Vorsaison 23 Treffer (neben van Bastens 31 Toren) erzielt hatte, kam immer besser in Form und bewies mit 25 Saisontoren erneut seine Klasse. Außerdem waren im Sturm noch Rob Witschge, John van ’t Schip, Dennis Bergkamp als Konkurrenten. Trainer Cruijff verließ den Verein im Januar, orientierte sich Richtung Barcelona; der Luxemburger Spitz Kohn, Barry Hulshoff und Bobby Haarms übernahmen die Verantwortung. Nach der Winterpause blieben für Meijer nur Kurzeinsätze als Joker, mal zehn, mal zwölf Minuten stand er auf dem Platz, nur noch ein Treffer gelang ihm: als er in Rotterdam bei Feyenoord von Anfang an spielen durfte, erzielte er das zweite Tor zum 3:1-Sieg. Das Saisonende war für Ajax wie für Meijer enttäuschend. Erneut blieb in der Meisterschaft nur der zweite Platz hinter PSV; im Pokal gab es ein frühzeitiges Aus (wohingegen die zweite Mannschaft von Ajax bis ins Viertelfinale vordrang). So sollte wenigstens der Titel im Europapokal verteidigt werden. Im Finale in Strasbourg gegen KV Mechelen wechselte das Trainertrio nach dem 0:1-Rückstand Meijer und Bergkamp ein, doch die Aufholjagd blieb erfolglos; auch der dritte Titel war verloren.
Meijers anschließender Transfer zum FC Groningen wurde ein Jahr später im Rahmen einer Affäre um den Groninger Vorsitzenden Renze de Vries untersucht; offenbar waren bei verschiedenen Geschäften Schwarzgelder geflossen. Sportlich jedenfalls war der Wechsel für Spieler und Verein die richtige Entscheidung. Meijer, René Eijkelkamp und später der jugoslawische Olympiasieger von 1984, Milko Ðurovski, als Stürmer führten gemeinsam mit Mannschaftskapitän Jan van Dijk den Club 1989 ins KNVB-Pokalfinale. Nachdem sie im Halbfinale Ajax mit 3:0 ausgeschaltet hatten, unterlagen sie jedoch im Endspiel der PSV in De Kuip mit 1:4, den Ehrentreffer erzielte Meijer. In derselben Spielzeit scheiterten sie im UEFA-Pokal erst in der dritten Runde aufgrund der Auswärtstor-Regelung am VfB Stuttgart. In der Saison 1990/91 spielte der FC lange um die Meisterschaft mit, musste am Ende jedoch mit Platz drei vorliebnehmen, der aber die bis heute nicht übertroffene beste Platzierung in der Geschichte der Nordniederländer bedeutete. Im Europapokal schieden die Groninger in der zweiten Runde gegen Partizan Belgrad aus. Henny Meijer wurde in dieser Saison mit dem Gouden Schoen, dem Goldenen Schuh als bester Spieler der Eredivisie ausgezeichnet.
Meijer blieb viereinhalb Jahre in Groningen, ehe er 1993 in die neu gegründete Profiliga Japans ging. Er spielte für Verdy Kawasaki und erzielte am 15. Mai 1993 im Match gegen die Yokohama Marinos das erste Tor der J. League. Dennoch blieb er nur für elf Spiele; ihm wurde gekündigt, weil der Verein zu viele Ausländer hatte, und kehrte nach wenigen Monaten in die Niederlande zurück. Er spielte folgend in Friesland, zunächst eine Saison beim SC Cambuur in Leeuwarden, dann stand er etwas mehr als ein Jahr lang beim sc Heerenveen unter Vertrag. Während der Saison 1995 wechselte er nach Doetinchem zu De Graafschap und ging nach der Spielzeit in die Eerste divisie zu BV Veendam, um noch zwei Jahre zweitklassig zu spielen. 1998 beendete er seine aktive Laufbahn.

## Nationalmannschaft
In seiner Zeit bei Ajax gehörte Meijer – wie viele andere Spieler aus dem Kader der Amsterdamer – auch zum Kader der Nationalmannschaft. Sein erster Einsatz in Oranje kam drei Tage nach seinem „Dreierpack“ gegen Twente, am 9. September 1987. Die Niederländer hatten zwischen den EM-Qualifikationsspielen ein Freundschaftsspiel gegen Belgien in de Kuip. Aus dem Ajax-Team standen Sonny Silooy, Aron Winter, Frank Rijkaard, John van 't Schip und John Bosman auf dem Platz, außerdem der gerade nach Mailand gewechselte Marco van Basten. Meijer saß zunächst auf der Bank und wurde in der 67. Minute für Winter eingewechselt. „Das Spiel war nicht eins der besten,“ erinnerte Meijer sich mehr als zwanzig Jahre später. „Ich selbst habe vermutlich auch kein großes Spiel gemacht, auch wenn ich mich an Augenblicke der Euphorie noch recht gut erinnern kann.“ 24 Minuten spielte er für die Niederlande. Zwar gehörte er weiter zum Kader, durfte sich gegen Polen und gegen Zypern zweimal warmlaufen, doch zum Einsatz kam er nicht wieder. Als er in Groningen wieder gute Leistungen zeigte, „hätte ich eigentlich noch eine Chance in Oranje verdient gehabt, aber es gab natürlich viel Konkurrenz: da gab es van Basten, Gullit, Bosman, Kieft, Gillhaus – das waren ja auch nicht die Schlechtesten …“ So blieb es bei einem Länderspiel.
1989 war Henny Meijer einer der Spieler, die mit der Kleurrijk Elftal, einer Auswahl surinamischstämmiger Profis aus den Niederlanden, ein Turnier in Suriname spielen sollten. Er und Torhüter Stanley Menzo flogen nicht mit der Mannschaft und dem Begleittross, sondern nahmen einen früheren Flug; so entkamen sie dem Unfall auf dem Surinam-Airways-Flug 764, während des Landeanflugs auf Paramaribo, bei dem 14 ihrer Mitspieler sowie ihr Trainer Nick Stienstra, insgesamt 176 Menschen, ums Leben kamen.

## Nach der aktiven Zeit
In den ersten Jahren des 21. Jahrhunderts arbeitete Meijer als Trainer und Jugendkoordinator bei den Amateuren von VSV aus Velserbroek und in einer Fußballschule in Ĳmuiden; seinen Lebensunterhalt verdiente er sich an drei Tagen die Woche bei einem Kurierdienst. Zwischenzeitlich war er, in der Saison 2003/04, Assistenztrainer bei seinem alten Verein Telstar. Er ist geschieden; mit seiner Ex-Frau hat er fünf Kinder.